# Mesa del Junco
Mesa del Junco är en ort i Mexiko.   Den ligger i kommunen Santa Catarina och delstaten San Luis Potosí, i den centrala delen av landet, 230 km norr om huvudstaden Mexico City. Mesa del Junco ligger 886 meter över havet och antalet invånare är 191.
Terrängen runt Mesa del Junco är kuperad. Runt Mesa del Junco är det ganska glesbefolkat, med 22 invånare per kvadratkilometer. Närmaste större samhälle är San Diego, 3,1 km öster om Mesa del Junco. I omgivningarna runt Mesa del Junco växer huvudsakligen savannskog.